# دیوید کسپ
دیوید کسپ (انگلیسی: David Caspe؛ زادهٔ ۲۰ اکتبر ۱۹۷۸) نویسنده، تهیه‌کننده فیلم، تهیه‌کننده تلویزیونی و کارگردان فیلم اهل ایالات متحده آمریکا است.
از فیلم‌ها یا مجموعه‌های تلویزیونی که وی در آن‌ها نقش داشته است، می‌توان به پایان خوش و اون پسر منه اشاره نمود.